# Jan Baudouin de Courtenay
Jan Niecislaw Ignacy Baudouin de Courtenay, mais conhecido apenas como Jan Baudouin de Courtenay (Radzymin, 13 de março de 1845 — Varsóvia, 3 de novembro de 1929), foi um linguista russo-polonês, mais conhecido por sua teoria do fonema e da alofonia. Durante a maior parte de sua vida, trabalhou em diferentes universidades do Império Russo e, de 1919 a 1929, foi professor da Universidade de Varsóvia.

## Biografia
Nascido em Radzymin em 1845, Baudouin de Courtenay ingressou em 1862 na Escola Principal, uma das antecessoras da Universidade de Varsóvia, e em 1866 conquistou uma bolsa do Ministério da Educação do Império Russo. Depois de deixar a Polônia, ele estudou em várias universidades estrangeiras, incluindo as de Praga, Jena e Berlim. Em 1870, conquistou o título de doutorado na Universidade de Leipzig ao defender a tese O antigo polonês antes do século XIV. Logo em seguida, ele fundou a Escola de Cazã, grupo dedicado a pesquisar aspectos fonético-fonológicos de línguas naturais.
Seu trabalho teve um grande impacto na teoria linguística do século XX em diversas escolas da fonologia, como o Círculo Linguístico de Praga. Também foi um dos pioneiros a estudar as línguas sincronicamente, mais tarde resgatado por Ferdinand de Saussure. Além de seu trabalho científico, Baudouin de Courtenay também foi um forte defensor do renascimento nacional de várias minorias nacionais e grupos étnicos.